# Karl Gotthard Lamprecht
Karl Gotthard Lamprecht (n. 25 februarie 1856, Jessen, Saxonia-Anhalt, Germania – d. 10 mai 1915, Leipzig, Germania) a fost un istoric german.
Lamprecht s-a născut în Jessen (Elster), provincia Saxonia. A studiat istorie, științe politice, economie și artă la universitățile din Göttingen, Leipzig și München. Lamprecht a predat la Universitatea din Marburg și mai târziu la cea din Leipzig, unde a fondat un centru dedicat istoriei culturale (Institut für Kultur- und Universalgeschichte).

## Lucrări
- Deutsches Wirtschaftsleben im Mittelalter, 3 vol., Leipzig, 1885-1886 (Aalen 1969)
- Deutsche Geschichte, 12 vol. + 2 vol. incomplete, Berlin, 1891-1909
- Die kulturhistorische Methode, Berlin 1900
- Lamprecht, Karl (1905). What is history? Five lectures on the modern science of history. E. A. Andrews (trad.), William Edward Dodd (trad.). New York: Macmillan Co. OCLC 1169422.